# Риккен Минсейто
Риккен Минсейто или Минсейто (на японски: 立憲民政党, „Конституционна демократическа партия на Япония“) е една от главните японски политически партии преди войната.
Партията е основана на 1 юни 1927 г. след сливането на „Кенсейкай“ (憲政会, букв. „Конституционна група“) и Сейюхонто (政友本党, букв. „Партия на приятелите на консервативното управление“). В ръководството и попадат Осачи Хамагучи, Рейджиро Вакацуки, Яамамото Тацуо, Такеджиро Токонами, Адачи Кензо, Коизуми Матаджиро и Сайто Такао. Платформата на Минсейто е политически и икономически по-либерална от колкото на нейния голям съперник Риккен Сейюкай (立憲政友会, „Приятели на конституционното управление“). Според нея, Япония трябва да се управлява от парламента, вместо от бюрократите или генро (висши съветници на императора). Други точки включват преодоляването на големите различия в благосъстоянието на гражданите, международно сътрудничество и защита на личната свобода. Нейните поддръжници идват от градската средна класа, но финансирането и се осъществява главно от конгломерата „Мицубиши“.
На изборите през 1928 г., Минсейто печели 217 места в долната камара на японския парламент, докато Сейюкай 218. На следващите избори през 1930 г., Минсейто печели 273 места, което ѝ дава абсолютно мнозинство, докато Сейюкай получава 174 депутатски места. Осачи Хамагучи заема министър-председателския пост и първата му задача е да се справи с проблемите, вследствие на Краха на Уолстрийт от 1929. Той ограничава държавните разходи и количеството пари в обращение. Опитите му да насърчава износа и чуждите инвестиции чрез въвеждането отново на фиксиран курс и поддържането на японската йена към златния стандарт се оказват пагубни за икономиката и водят до ръст на безработицата.
По време на неговия мандат Минсейто провежда отстъпчива външна политика и парламентът ратифицира Лондонския морски договор. На 14 ноември 1930 г., Хамагучи е прострелян на токийската гара от Томео Сагоя, представител на крайната националистическа група „Айкокуша“ (愛国社, букв. „Общество на патриотите“) и лежи в болница няколко месеца. Неговото място заема Вакацуки Рейджиро.
През 1931 г., Минсейто се противопоставя решително на действията на Квантунската армия при Мукденския инцидент. Вакацуки и външният министър Киджуро Шидехара са подложени на силни критики за вмешателството си във военните дела и са обвинени в корупция. В резултат на това правителството подава оставка същата година.
На изборите през 1932 г., някои крайно десни представители напускат партията и се вливат в Риккен Сейюкай, която печели абсолютно мнозинство от 301 места. Инукай Цуйоши става следващият министър-председател. Минсейто се съвзема от поражението и през 1936 г., и печели 205 места, но Сейюкай разполага със 175 места, което затруднява функционирането на парламента. Следващата година двете партии печелят сходен брой места (Минсейто – 179, Сейюкай – 175), което парализира за пореден път парламента.
На 15 август 1940 г., Минсейто гласува саморазпускането си и вливането в крайно дясната организация „Тайсей Йокусанкай“, създадена от министър-председателя Фумимаро Коное.